# Епархия Валье-де-ла-Паскуа
Епархия Валье-де-ла-Паскуа (лат. Dioecesis Vallispaschalensis) — епархия Римско-католической церкви с центром в городе Валье-де-ла-Паскуа, Венесуэла. Епархия Валье-де-ла-Паскуа  входит в митрополию Калабосо. Кафедральным собором епархии Валье-де-ла-Паскуа является церковь Пресвятой Девы Марии Канделарии.

## История
25 июля 1992 года Папа Римский Иоанн Павел II издал буллу «Cum ad aptius», которой учредил епархию Валье-де-ла-Паскуа, выделив её из епархии Калабосо (сегодня — архиепархия Калабосо). Первоначально епархия Валье-де-ла-Паскуа являлась суффраганной по отношению к архиепархии Каракаса.
17 июня 1995 года епархия Валье-де-ла-Паскуа стала частью церковной провинции Калабосо.

## Ординарии епархии
- епископ Хоакин Хосе Морон Идальго (25.07.1992 — 27.12.2002), назначен епископом Акаригуа–Арауре;
- епископ Рамон Хосе Апонте Фернандес (с 5 марта 2004 года).